# Paul Leslie Redfearn
Paul Leslie Redfearn ( * 1926 - ) es un botánico, y briólogo estadounidense. Trabaja académicamente en el Departamento de Biología, Southwest Missouri State University, Springfield.

## Algunas publicaciones
- 1957. A study of the bryophytic vegetation of limestone outcrops in Florida. Tesis de Ph.D., Florida State University. Bibliografía: hojas 107-111. Fotocopia Ann Arbor, Mich. :University Microfilms International
- paul leslie Redfearn, bruce Allen. 2005. A Re-examination of Orthothecium hyalopiliferum (Hypnales). Ed. The American Bryological and Lichenological Society. The Bryologist 108 (3) : 406-411
- Redfearn, pl, b Allen. 1991. Orthothecium hyalopiliferum (Musci: Hypnaceae), a new species from Sichuan, China. The Bryologist 94:449–451

### Libros
- henry shoemaker Conard: editado por Conard, Louisa Sargent; Redfearn, Paul L.; Bamrick, John; Cawley, Edward T. 1979. How to Know the Mosses and Liverworts. 316 pp. ISBN 978-0-697-04768-7

- La abreviatura «Redf.» se emplea para indicar a Paul Leslie Redfearn como autoridad en la descripción y clasificación científica de los vegetales.[1]

- «Paul Leslie Redfearn». Índice Internacional de Nombres de las Plantas (IPNI). Real Jardín Botánico de Kew, Herbario de la Universidad de Harvard y Herbario nacional Australiano (eds.).
- Wikispecies tiene un artículo sobre Paul Leslie Redfearn.

- Datos: Q6067218
- Especies: Paul Leslie Redfearn

1. ↑  Todos los géneros y especies descritos por este autor en IPNI.